# Плосконіжка звичайна

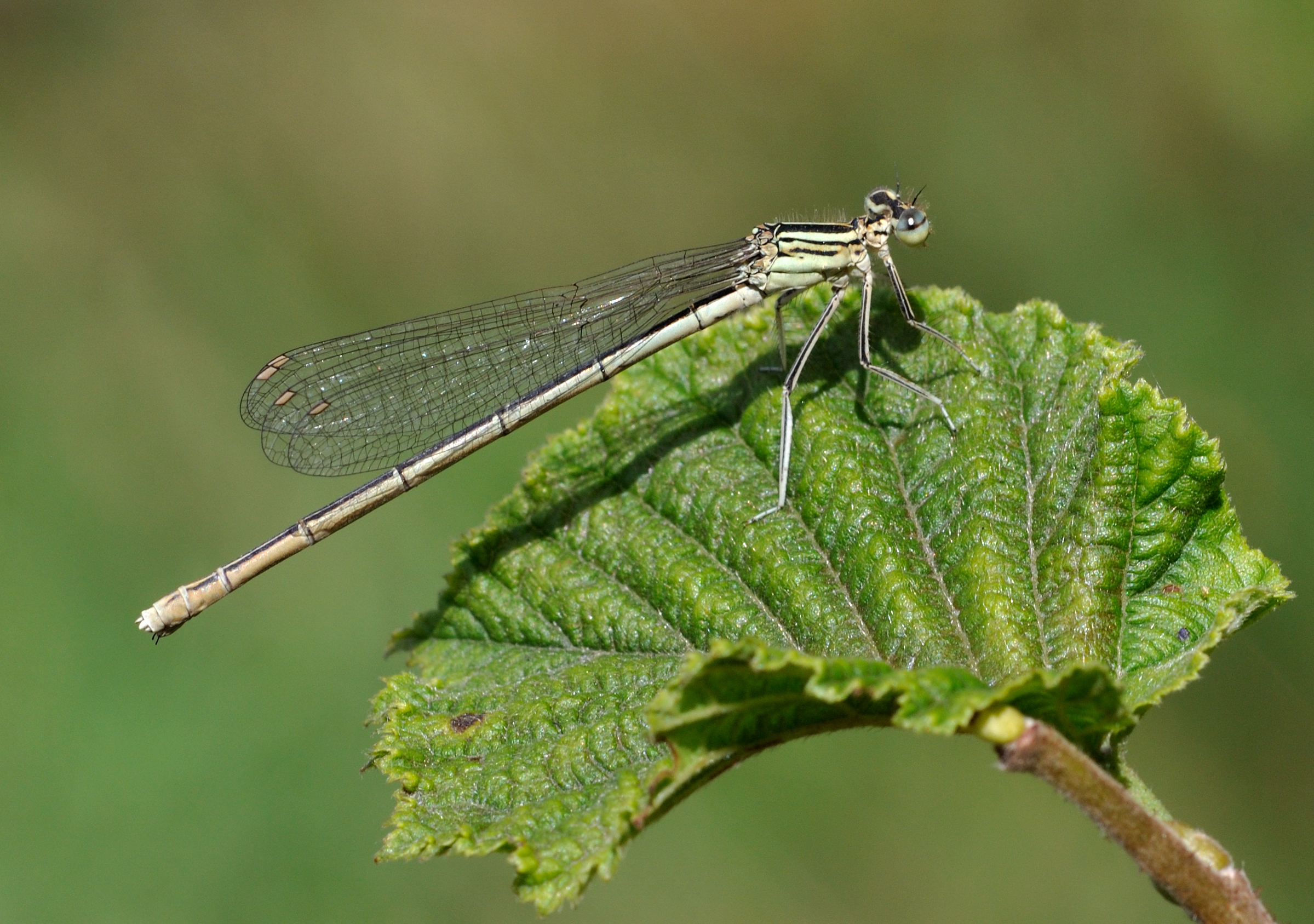
Самка

Плосконіжка звичайна (Platycnemis pennipes) — вид бабок із родини плосконіжок.

## Опис
Довжина тіла 3,5 см, розмах крил 4,5 см. Нагадує бабок-стрілок. Гомілки середніх і задніх ніг помітно розширені. Волоски ніг довгі. Дуже широка голова, зверху втричі ширша від своєї довжини (у стрілок — удвічі). Крила прозорі.
Зустрічається поблизу водойм, надає перевагу проточним водоймам з густою водною рослинністю. Літає від травня до вересня. Самиця відкладає яйця в квітконіжки глечиків жовтих. Личинки зимують, імаго виходять у травні і червні наступного року.

## Поширення
Вид поширений у Центральній, Південній та Західній Європі до Західного Сибіру.

## Ілюстрації

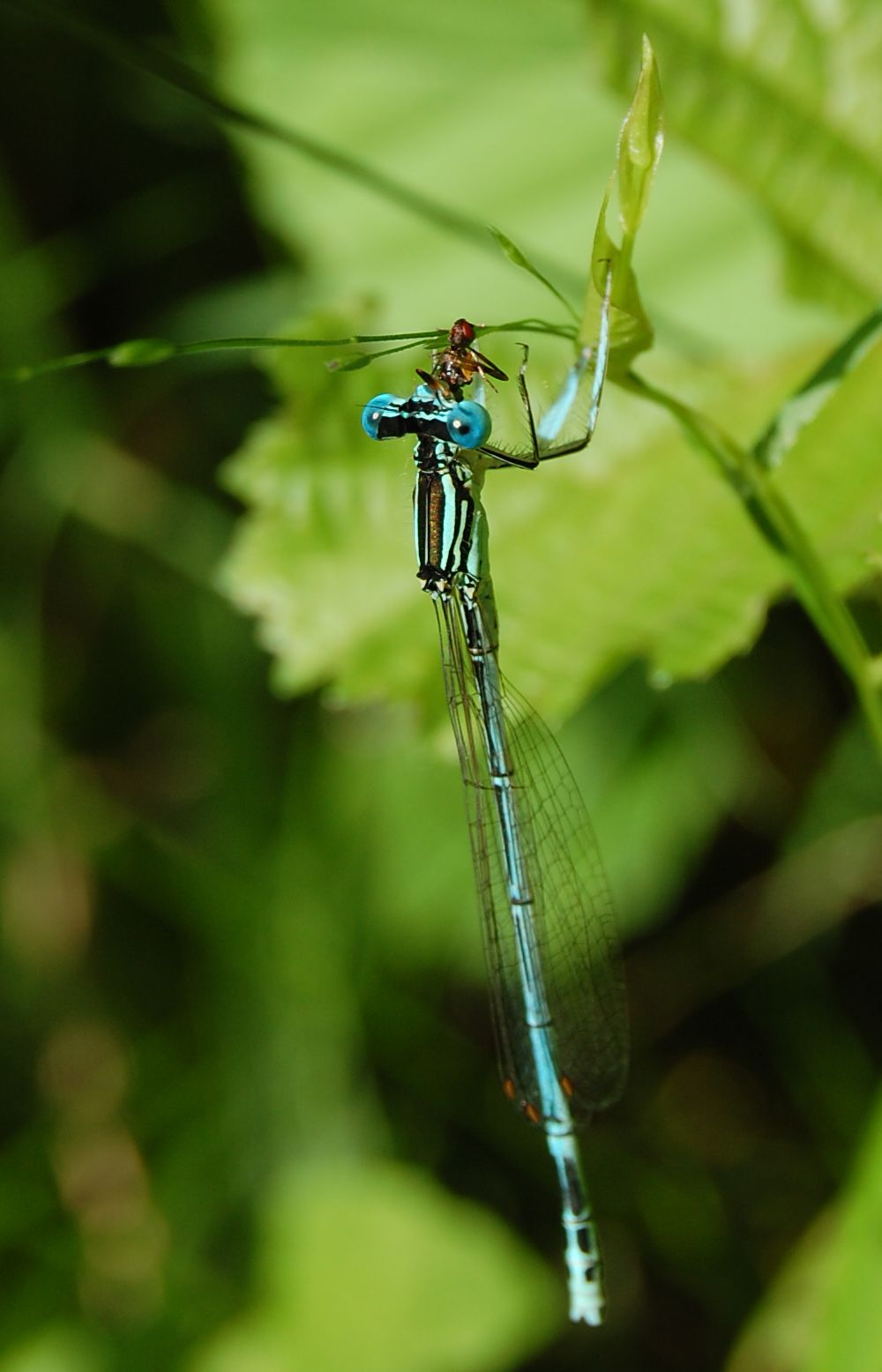
Самець зі здобиччю
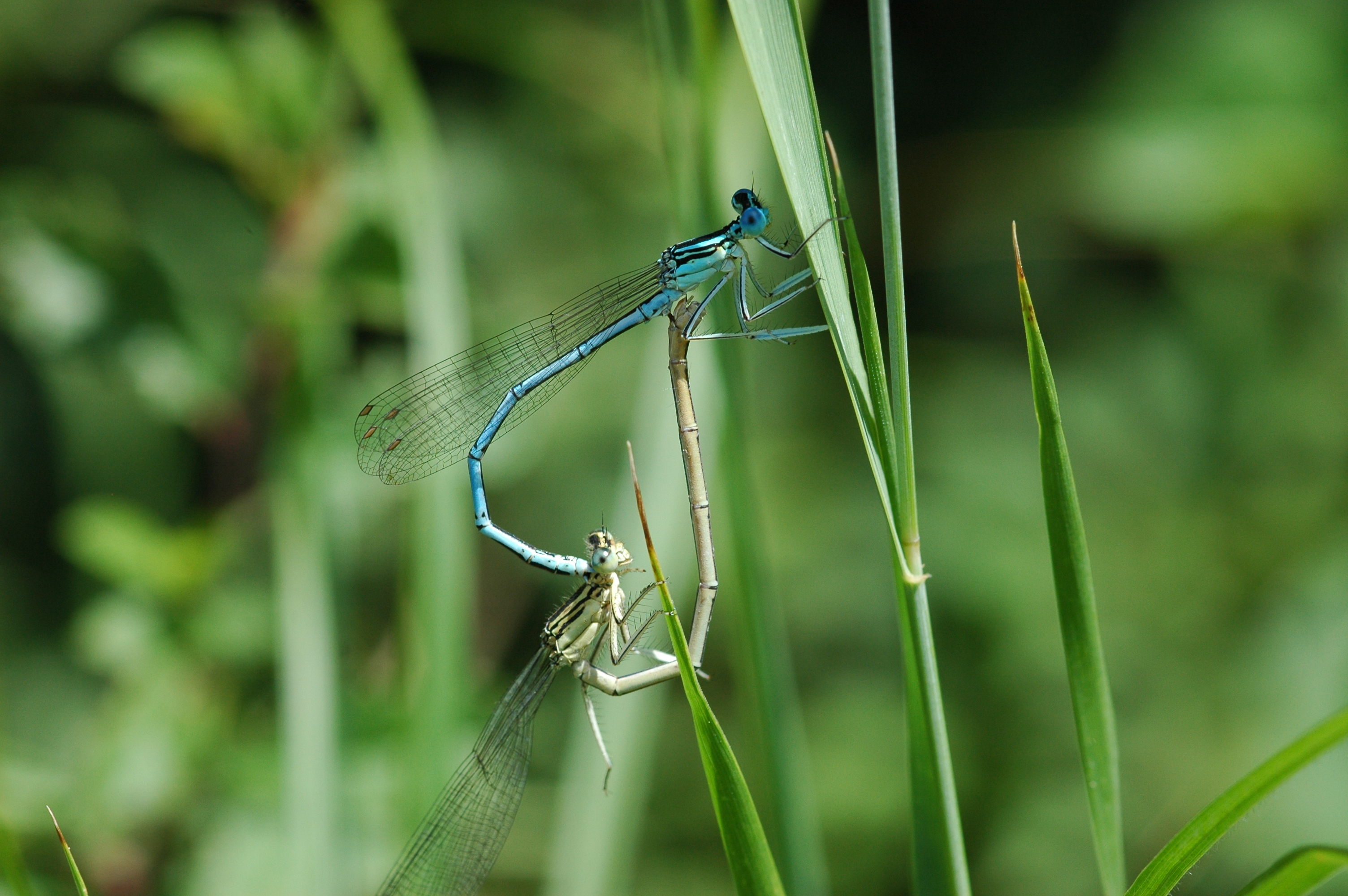
«Шлюбне кільце» бабок
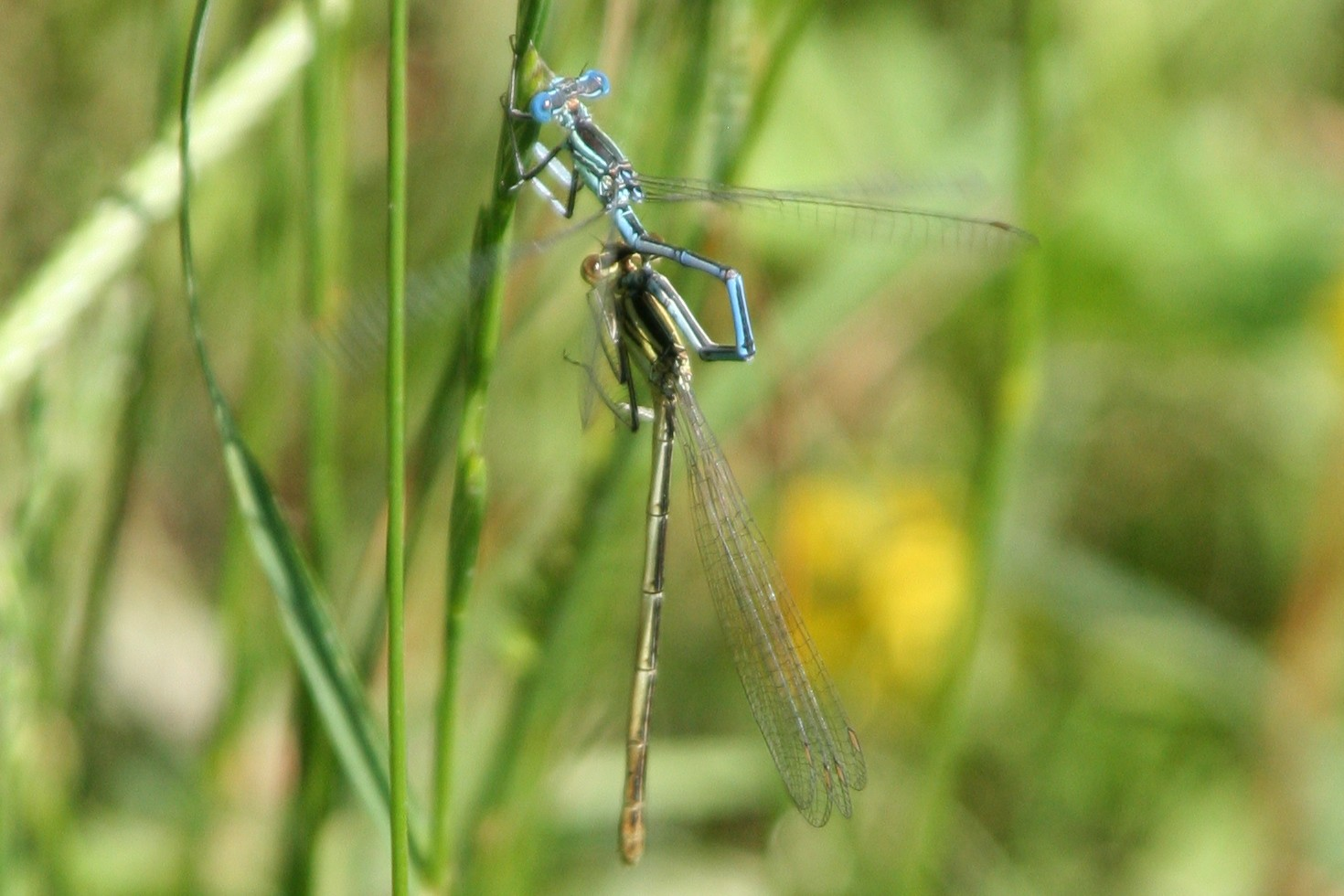
Відкладання яєць
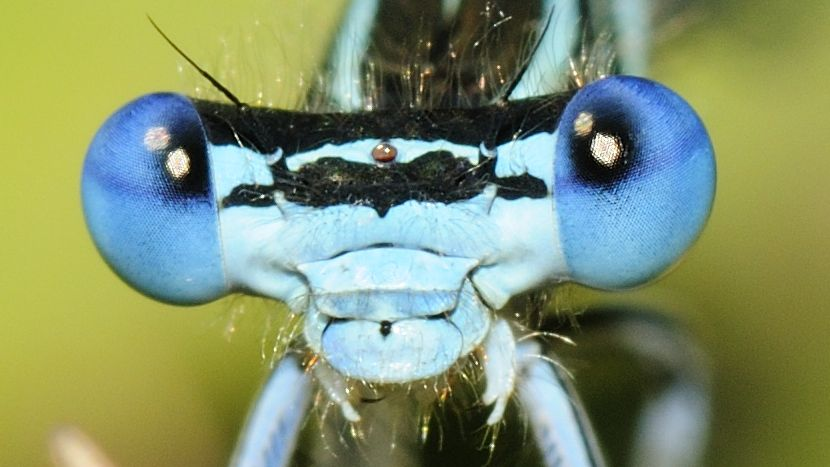
Обличчя самця